# Bateau Halkett

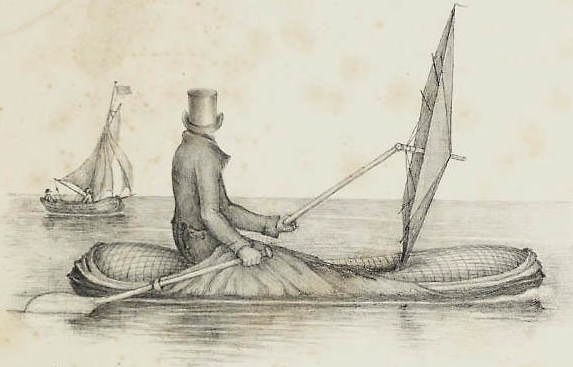
Bateau Halkett

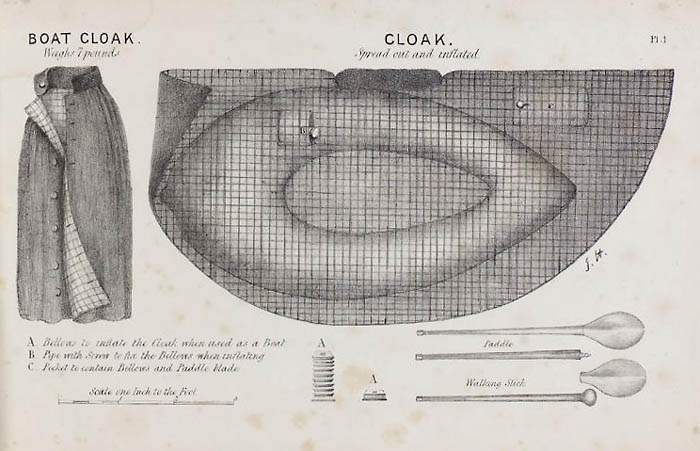
Bateau Halkett

Le « bateau Halkett » se réfère à deux types de bateaux légers et pneumatiques conçus par Peter Halkett (1820–1885) durant les années 1840. 

## Historique
Halkett a longtemps été intéressé par les difficultés du voyage dans l'Arctique canadien et les problèmes associés à la conception d'un bateau assez léger pour être transporté sur un terrain difficile, mais assez robuste pour être utilisé dans des conditions météorologiques extrêmes, tel qu'en Arctique.
Le premier prototype d'Halkett était un bateau pliable et gonflable en tissu imprégné de caoutchouc. Dégonflée, la coque du bateau pouvait être portée comme une cape, l'aviron utilisé comme un bâton de marche et la voile comme un parapluie. Ce prototype fut suivi par un bateau pour deux assez petit pour tenir dans un sac à dos et pouvant, à plat, servir de couverture imperméable.
Bien que salué par les explorateurs du Canada, le marché des deux modèles d'Halkett était limité et il a été incapable de persuader la Royal Navy qu'ils seraient d'une utilité dans le service naval. Les efforts visant à commercialiser les produits en tant que plates-formes pour la pêche et la chasse au canard ont échoué et ils furent des échecs commerciaux. Seul un bateau Halkett, ayant appartenu à l'explorateur John Rae, existe encore aujourd'hui.

## Littérature
Dans plusieurs de ses romans, Jules Verne dote les personnages de Halkett-boat.